# Golczewo (gemeente)
De gemeente Golczewo is een stad- en landgemeente in powiat Kamieńsk. Aangrenzende gemeenten:
- Kamień Pomorski, Świerzno en Wolin (powiat Kamieński)
- Nowogard en Przybiernów (powiat Goleniowski)
- Gryfice en Płoty (powiat Gryficki)

Zetel van de gemeente is in de stad Golczewo.
De gemeente beslaat 17,4% van de totale oppervlakte van de powiat.

## Demografie
Stand op 30 juni 2004:
| Omschrijving                   | Totaal | Totaal | Vrouwen | Vrouwen | Mannen | Mannen |
| ------------------------------ | ------ | ------ | ------- | ------- | ------ | ------ |
| eenheid                        | aantal | %      | aantal  | %       | aantal | %      |
| inwoners                       | 6077   | 100    | 3061    | 50,4    | 3016   | 49,6   |
| bevolkingsdichtheid (inw./km²) | 34,6   | 34,6   | 17,5    | 17,5    | 17,2   | 17,2   |

De gemeente heeft 12,7% van het aantal inwoners van de powiat. In 2002 bedroeg het gemiddelde inkomen per inwoner 1387,87 zł.

## Plaatsen
- Golczewo (Duits Gülzow, stad sinds 1990)

Administratieve plaatsen (sołectwo) van de gemeente Golczewo:
- Baczysław, Drzewica, Kłęby, Kozielice, Kretlewo, Mechowo, Niemica, Samlino, Unibórz, Upadły, Wołowiec en Wysoka Kamieńska.

Overige plaatsen: Barnisławice, Dargoszewko, Dargoszewo, Dobromyśl, Gacko, Gadom, Golczewo-Gaj, Imno, Kłodzino, Koplino, Książ, Niwka, Ronica, Sosnowice, Strażnica, Zielonka, Żabie.